# Andria
Pour les articles homonymes, voir Andria (homonymie).
Andria est une ville italienne de 97 274 habitants en 2022, située dans la province de Barletta-Andria-Trani dans la région des Pouilles.

## Géographie
La ville est située sur la pente inférieure de la région des Murges et se trouve à une distance de 10 km de Barletta et de la mer Adriatique. La commune est la 16e d’Italie par sa superficie d'environ 408 km2. 12 000 hectares du territoire de la commune sont inclus dans le parc national de l'Alta Murgia, créé en 2004.

## Histoire
Les origines d’Andria sont incertaines et se veulent légendaires à l’image de certaines cités antiques.

N’attribue-t-on pas au mythique Diomède, héros de la guerre de Troie, la fondation de la ville ? 

Il apparait cependant que c’est le normand Pierre, comte de Trani, qui a élevé Andria au rang de « civitas » (citée fortifiée) en l'entourant de murs, autour de 1046.
La ville est demeurée sous la domination normande jusqu'à ce que le royaume des Pouilles et de la Sicile échoie à des seigneurs originaires de Souabe, au XIIe siècle. 
 L'histoire des Souabes, en particulier celle de Frédéric II du Saint-Empire, est étroitement liée à celle de Andria. Notamment, dans la crypte de la cathédrale, ont été enterrées deux de ses épouses, Isabelle II de Jérusalem (nommée aussi Yolande de Brienne) et Isabelle d'Angleterre. C’est aussi Frédéric II qui fit édifier le Castel del Monte. C’est également à Andria qu’est né le futur empereur Conrad IV du Saint-Empire.
En 1266, après la défaite et la mort de Manfred Ier de Sicile à la bataille de Bénévent, Andria, comme le reste du royaume, passa aux mains des Angevins. Son seigneur, le comte François Ier des Baux  (célèbre famille de nobles italiens originaire de Provence, descendue en Italie à la suite de Charles d'Anjou en 1266 et implantée dans le royaume de Naples, leur nom fut italianisé en Del Balzo) prit plus tard le titre de Duc. En 1487, Pirro Del Balzo soutint la révolte des grands féodaux contre le roi de Naples et ses terres furent confisquées par le souverain, Ferdinand Ier, de la dynastie d'Aragon. Le Duché passa sous domination du futur roi Frédéric Ier de Naples (dit aussi d’Aragon ou Frédéric II).
 En 1552, elle fut vendue par les Espagnols, détenteurs du royaume de Naples depuis 1503, au Napolitain Fabrizio Carafa, pour la somme de 100 000 ducats. Antonio, fils de Fabrizio Carafa, finit par obtenir le titre de duc d'Andria de la part du roi Philippe II d'Espagne en 1555.
Les Carafa gouvernèrent la cité jusqu’en 1799, lorsqu'elle fut prise à la suite d'un long siège par les troupes françaises du général Broussier et celles de son propre seigneur, le jeune duc Ettore Carafa, acquis aux idéaux de la Révolution. À cette date, au cours de la République napolitaine, Andria fut pillée et incendiée par les troupes françaises, pour la punir de sa loyauté envers le roi de Naples, Ferdinand IV (aussi appelé Ferdinand 1er des Deux-Siciles), malgré les tentatives d'apaisement de Carafa, qui était né et avait vécu à Andria, dont il était le feudataire.
À compter de 1808, un éphémère gouvernement de Joachim Murat, fait roi de Naples pas Napoléon Ier, permet l’abolition du système féodal et la confiscation des biens de l’Église. Mais la perte des appuis politiques de Murat et la défaite de Tolentino face aux autrichiens au printemps 1815, permet le retour des Bourbons.
Par la suite, Andria, comme tout le sud de l’Italie, fut affectée par le phénomène du « brigandage » qui a suivi l’unification italienne (avec notamment un célèbre brigand local du nom de Riccardo Colasuonno dit « Ciucciariello »). 
Mais c'est aussi la ville dont sont originaires des patriotes libéraux qui ont participé à l'expédition des Mille, menée par Giuseppe Garibaldi. Celui-ci fut d’ailleurs député d'Andria dans le premier Parlement du royaume d'Italie en 1861 (période du 23 décembre 1865 – 13 février 1867, à laquelle s’ajoutent quelques jours de mars à avril 1867).
Dans les années 1900, la ville a vécu la grande effervescence politique et syndicale nationale mais, principalement en raison de la présence massive des ouvriers agricoles, les luttes paysannes se sont intensifiées après la période fasciste et la 2e guerre mondiale.
Andria est l'un des centres les plus peuplés des Pouilles avec plus de 100 000 habitants et est (co)chef-lieu de la nouvelle province des Pouilles avec Barletta et Trani.
Même aujourd'hui, l’agriculture demeure l'activité économique principale, notamment la culture de l'olivier et celle de la vigne, suivie par le commerce, l’artisanat et l’industrie, en particulier la fabrication de vêtements.

## Économie
L’économie locale affiche un PIB/habitant qui ne représente que 70 % environ de la moyenne européenne. Le taux d’activité de la population résidente est plus faible que les données nationales, même si Andria a un taux de chômage légèrement inférieur à celui de la région. Le plus inquiétant reste cependant le chômage très important des jeunes. La structure économique est caractérisée par la présence d’un important secteur primaire mais également industriel et commercial. Andria fait partie des zones franches urbaines italiennes créées par le gouvernement, ce qui devrait aider au développement économique dans les prochaines années grâce aux allégements fiscaux qui en découlent pour les entreprises.

## Culture

### Monuments et lieux intéressants
Le centre historique de la cité est caractérisé par un labyrinthe dense composé de rues typiques et de voies étroites regorgeant de monuments de grand intérêt.

### Lacathédrale
La cathédrale d'Andria date du XIIe siècle. Elle renferme une célèbre relique : une épine de la Sainte Couronne du Christ qui aurait été donnée au chapitre en 1308 par la comtesse Béatrice, fille de Charles II d'Anjou, roi de Naples et de Jérusalem.
Elle abrite également les tombes de deux des épouses de l'empereur Frédéric II de Souabe, Yolande de Brienne et Élisabeth d'Angleterre, ainsi qu'une superbe icône de la Vierge-Marie et un buste du XVe siècle de Francesco II del Balzo, duc d'Andria, attribué à Francesco Laurana.

### La Villa Comunale Giuseppe Marano
La Villa Comunale Giuseppe Marano di Andria est l'un des plus grands poumons verts de la région des Pouilles. Il s'agit d'un parc situé au nord-est de la ville dans une zone de 70 000 m2, conçu et promu par le maire Giuseppe Marano, il a été livré le 21 décembre 1959 à la ville.
La Villa Comunale a fait l’objet d’une nouvelle inauguration le 2 juin 2013 après des travaux de restauration et de réaménagement.

### Le Castel del Monte
Hors du centre habité, à quelques kilomètres d’Andria, au sommet d’une colline et dominant la partie des Murges occidentales, se trouve le Castel del Monte, édifié au XIIIe siècle par Frédéric II de Souabe. Le château symbole de la cité et de toute la région des Pouilles est inscrit sur la liste du patrimoine mondial de l’UNESCO. Il attire un flux important de touristes. À noter que le Castel del Monte est représenté sur la pièce d’un centime d’euro italienne.

## Langue et dialectes
L'italien est la langue de la péninsule italienne, cependant de nombreux dialectes, propres à certaines zones géographiques, sont encore très vivants et utilisés dans la vie courante.
Andria possède ainsi un dialecte qui est une variété linguistique appartenant à la famille des dialectes des Pouilles centro septentrionaux. Le dialecte parlé à Andria est assimilé au barese oriental (à l’est de Bari). Plus spécifiquement, celui de Bitonto, Bitetto, Bitritto et une grande partie de l'arrière-pays de la région des Murges constitue une variété différente du dialecte de celui de Bari. En raison de sa position géographique à cheval sur la région de Bari et la région de Foggia, le dialecte local est fortement influencé par les dialectes de ces deux régions.

## Administration
| Période                                  | Période         | Identité           | Étiquette                       | Qualité                |
| ---------------------------------------- | --------------- | ------------------ | ------------------------------- | ---------------------- |
| 15 décembre 1993                         | 23 février 1996 | Giannicola Sinisi  | AD                              | Magistrat              |
| 9 juin 1996                              | 17 avril 2005   | Vincenzo Caldarone | PDS (1996-2000), DS (2000-2005) | Consultant en économie |
| 17 avril 2005                            | 26 février 2010 | Vincenzo Zaccaro   | DL (2005-2007), PD (2007-2010)  | Avocat                 |
| 30 mars 2010                             | 29 avril 2019   | Nicola Giorgino    | PdL (2010-2015), FI (2015-2019) | Avocat                 |
| 13 octobre 2020                          | En cours        | Giovanna Bruno     | PD                              | Avocat                 |
| Les données manquantes sont à compléter. |                 |                    |                                 |                        |

### Hameaux
Castel del Monte, Montegrosso

### Communes limitrophes
Barletta, Canosa di Puglia, Corato, Minervino Murge, Ruvo di Puglia, Spinazzola, Trani

## Personnalités liées à la ville
- Richard d'Andria (?- vers 1200), premier évêque d'Andria, qui a vécu au XIIe siècle
- Isabelle d'Angleterre, impératrice consort du Saint-Empire et reine de Sicile
- Isabelle II de Jérusalem, impératrice consort du Saint-Empire et reine de Sicile
- Conrad IV du Saint-Empire (1228-1254), empereur germanique, roi de Germanie, roi de Jérusalem, duc de Souabe, roi de Sicile
- Vincenzo Carafa (1585-1649), supérieur général de l'ordre Jésuite
- Farinelli (1705-1782), chanteur d'opéra du XVIIIe siècle
- Ettore Carafa (1767-1799), révolutionnaire
- Michel Troja ou Michele Troya (1747-1827)
- Corrado Ursi (1908-2003), cardinal, évêque de Nardo, archevêque d'Acerenza, archevêque de Naples
- Giorgio Pàstina (1905-1956), réalisateur
- Riccardo Scamarcio, l'acteur italien né à Andria en 1979.

## Galerie de photos

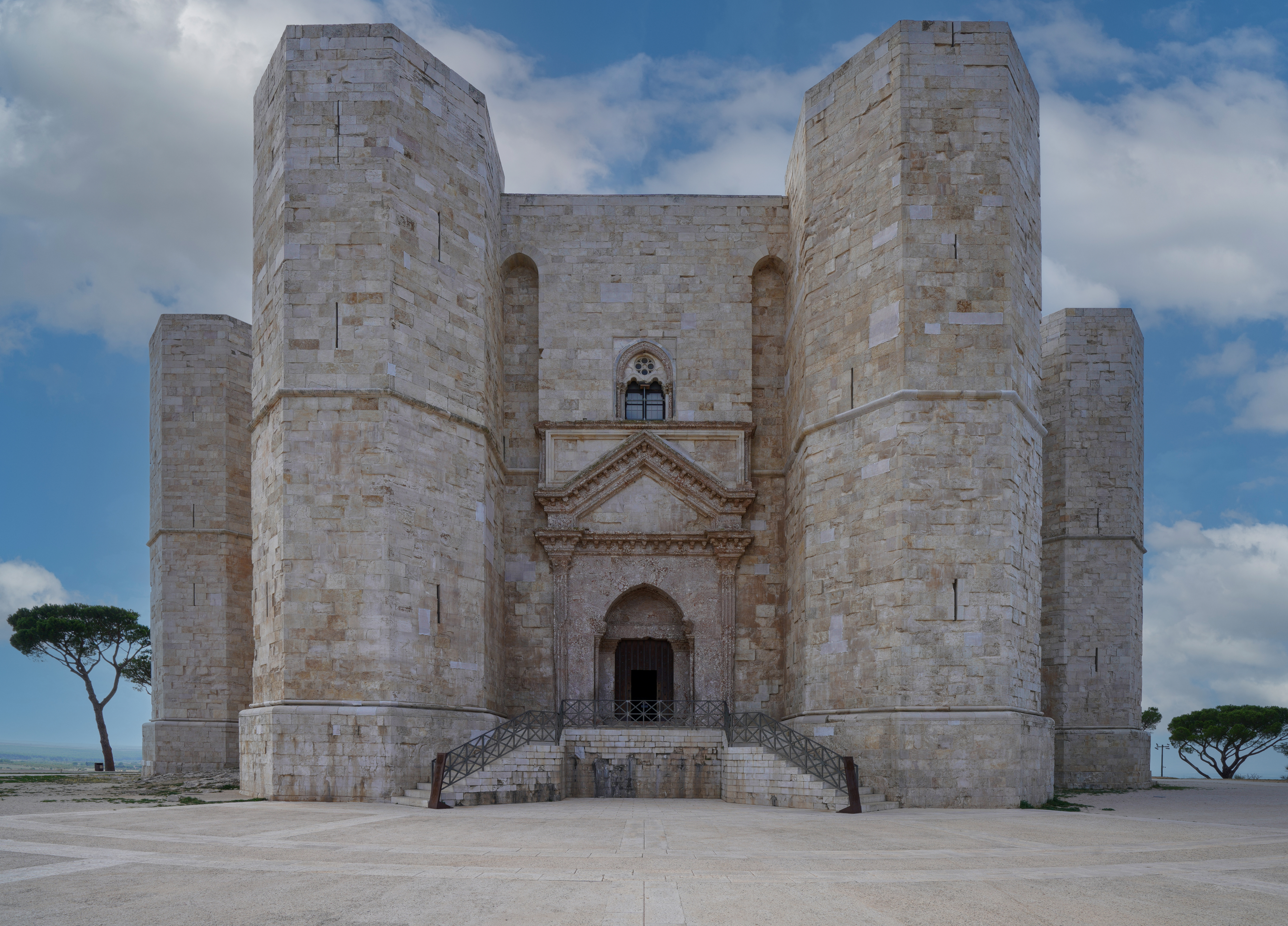
Castel del Monte
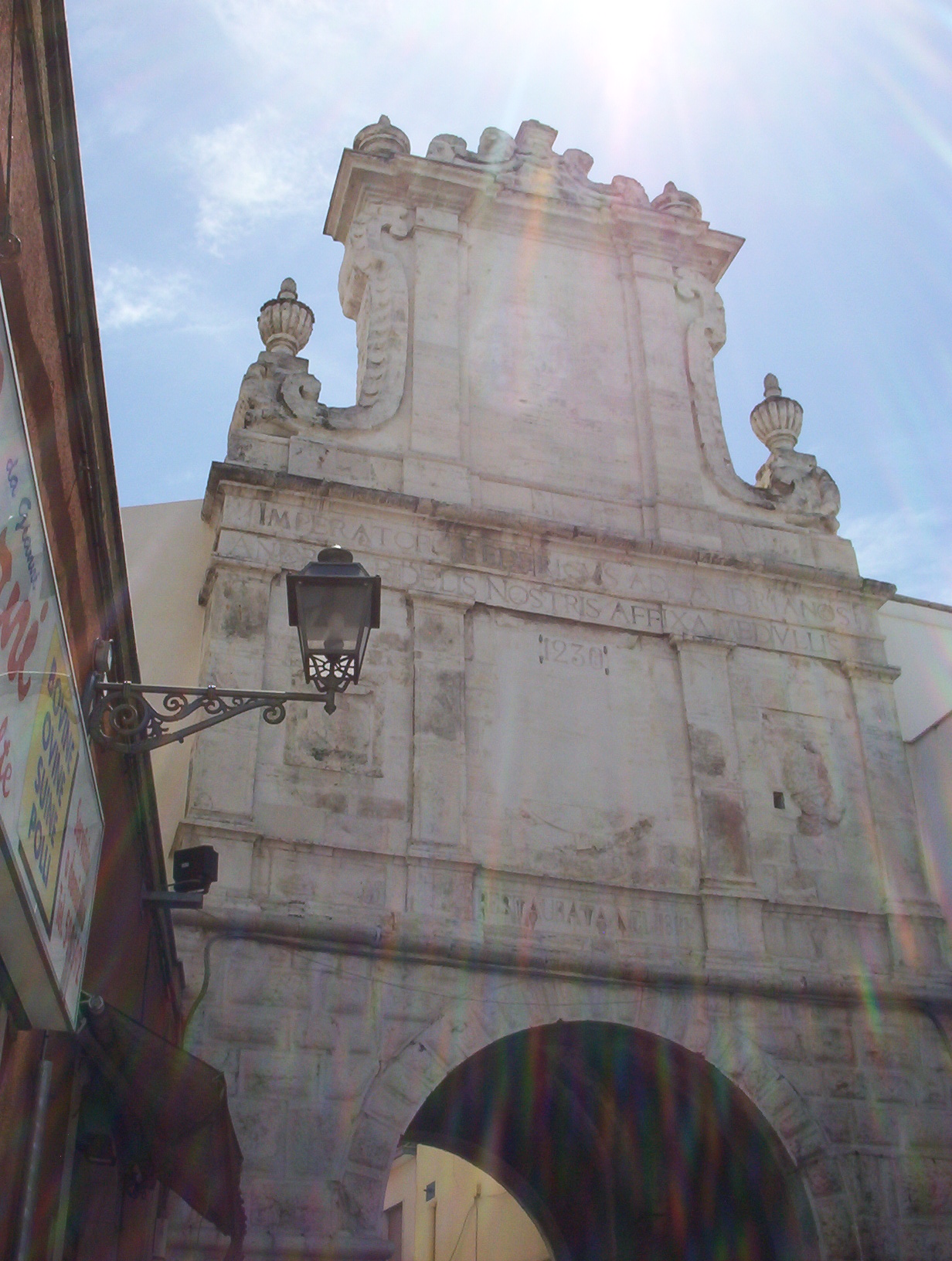
Porta Sant'Andrea
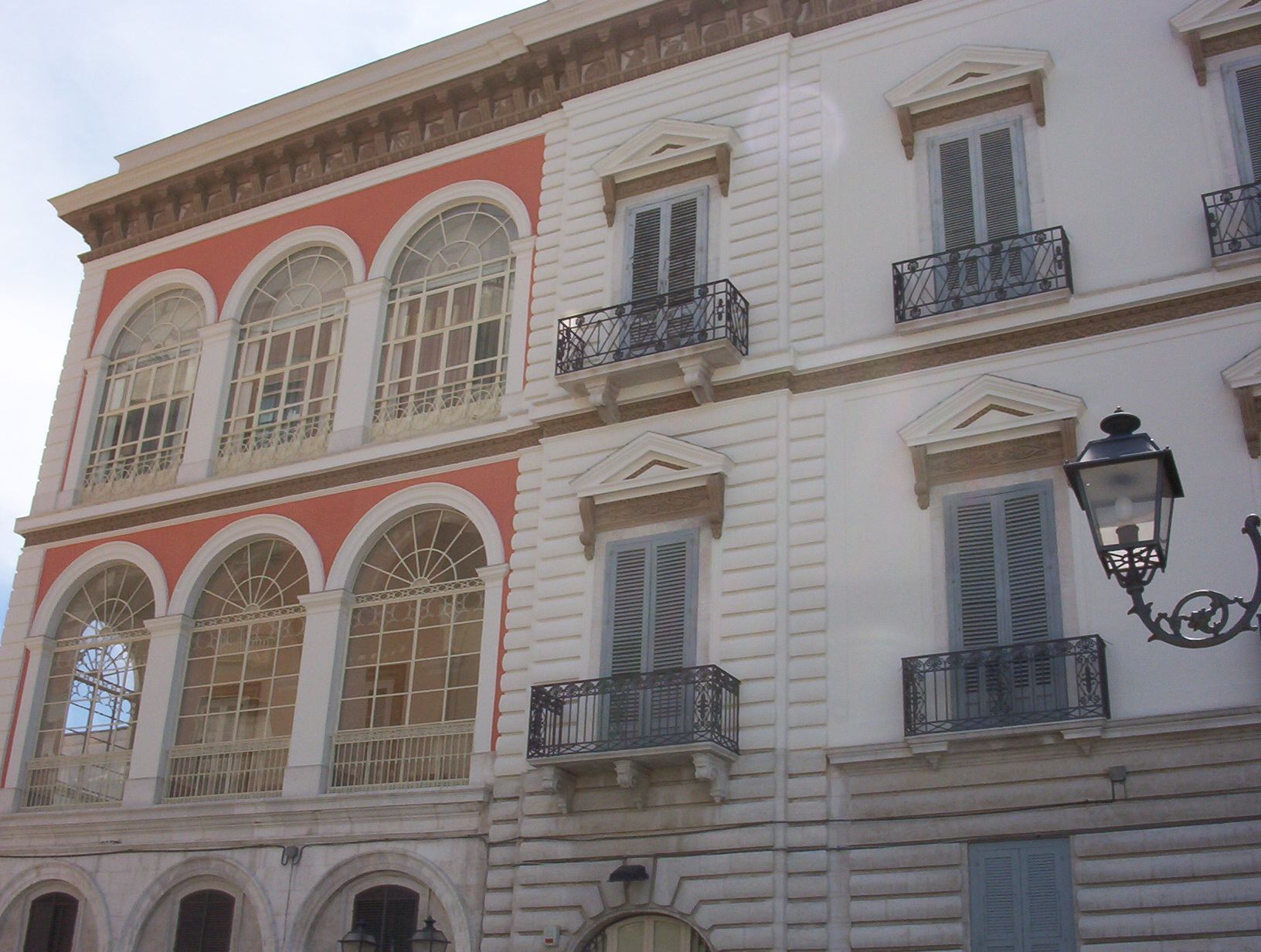
Palais Ceci
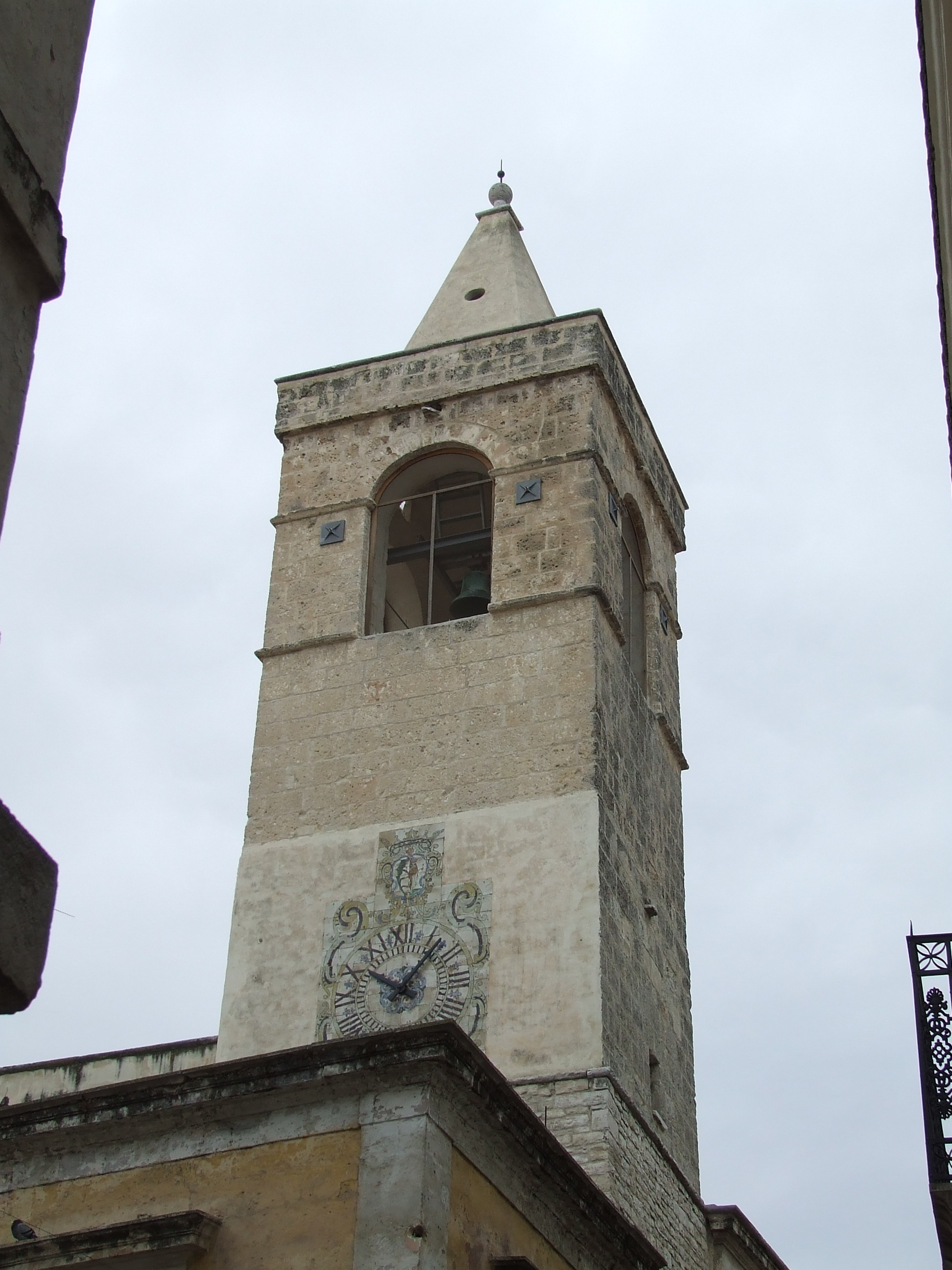
Tour d'horloge